# Автошлях Н 24
Автошля́х Н 24 — автомобільний шлях національного значення на території України. Проходить територією Кіровоградської та Миколаївської областей через Благовіщенське — Вознесенськ — Миколаїв.
Ця нумерація набула чинності з 1 вересня 2017 року (попереднє найменування автошляху — Р 06).

## Загальна довжина
Благовіщенське — Миколаїв (через Вознесенськ) — 228,6 км.
Під'їзд до Міжнародного аеропорту «Миколаїв» — 2,3 км.
Разом — 230,9 км.

## Маршрут
Автошлях проходить через такі населені пункти:
| Автошлях Н 24          |                                                           |
| Кіровоградська область |                                                           |
| Благовіщенський район  |                                                           |
| Благовіщенське         | E95М05                                                    |
| Великі Трояни          | Т 0207                                                    |
| Станіславове           |                                                           |
| Голованівський район   |                                                           |
| Голованівськ           | Т 2415                                                    |
| Олександрівка          |                                                           |
| Маринопіль             | Т 1206                                                    |
| Одая                   |                                                           |
| Пушкове                | Т 1208                                                    |
| Миколаївська область   |                                                           |
| Первомайський район    |                                                           |
| Лукашівка              |                                                           |
| Первомайськ            | Т 1504                                                    |
| Мигія                  |                                                           |
|                        | E584М13                                                   |
| Благодатне             |                                                           |
| Зелена Поляна          |                                                           |
| Вознесенський район    |                                                           |
|                        | Т 1510                                                    |
| Південноукраїнськ      |                                                           |
| Олександрівка          | Р75                                                       |
| Вознесенськ            | Р55Т 1511                                                 |
| Ракове                 |                                                           |
| Новогригорівка         |                                                           |
| Дорошівка              |                                                           |
| Білоусівка             |                                                           |
| Миколаївський район    |                                                           |
| Михайлівка             |                                                           |
| Троїцьке               |                                                           |
| Нова Одеса             | Т 1510                                                    |
| Себине                 |                                                           |
| Костянтинівка          |                                                           |
|                        | на Баловне — під'їзд до Миколаївського аеропорту — 4,8 км |
| Миколаїв               | E58М14Н11Н14Т 1501Т 1506Т 1507                            |